# 紀元前589年
紀元前589年（きげんぜん589ねん）は、西暦（ローマ暦）による年。紀元前1世紀の共和政ローマ末期以降の古代ローマにおいては、ローマ建国紀元165年として知られていた。紀年法として西暦（キリスト紀元）がヨーロッパで広く普及した中世時代初期以降、この年は紀元前589年と表記されるのが一般的となった。

## 他の紀年法
- 干支 : 壬申
- 日本
  - 皇紀72年
  - 神武天皇72年
- 中国
  - 周 - 定王18年
  - 魯 - 成公2年
  - 斉 - 頃公10年
  - 晋 - 景公11年
  - 秦 - 桓公15年
  - 楚 - 共王2年
  - 宋 - 文公22年
  - 衛 - 穆公11年
  - 陳 - 成公10年
  - 蔡 - 景侯3年
  - 曹 - 宣公6年
  - 鄭 - 襄公16年
  - 燕 - 宣公13年
- 朝鮮
  - 檀紀1745年
- ユダヤ暦 : 3172年 - 3173年

## できごと

### オリエント
- ユダ王ゼデキヤが新バビロニアへの反乱を決意し、エジプト王アプリエス（英語版）と同盟。

### 中国
- 斉軍が魯の北郊に侵攻し、龍を攻め落とし、巣丘に達した。
- 衛の孫良夫・石稷・甯相・向禽らが魯を救援するために斉に侵入し、新築で敗戦した。
- 晋の郤克・衛の孫良夫・曹の公子首らが魯を救援するために出兵し、斉軍と鞍で戦ってこれを破った。
- 斉の頃公は国佐を晋軍のもとに派遣して講和を求めた。晋の郤克はこれに応じ、国佐と袁婁で盟を交わした。斉は汶陽の田地を魯に返還した。
- 楚と鄭の軍が衛に侵攻した。
- 楚の子重（公子嬰斉）・魯の成公・蔡の景侯・許の霊公・秦の右大夫説・宋の華元・陳の公孫寧・衛の孫良夫・鄭の公子去疾・斉の大夫らが蜀で盟を交わした。
- 晋の景公は鞏朔を周に派遣して斉の捕虜を献上させようとしたが、定王はその非礼を咎めて面会しなかった。

## 死去
- 宋の文公
- 衛の穆公